# غيتا باور
غيتا باور (بالألمانية: Gitta Bauer)‏ هي صحفية ألمانية، ولدت في 1919 في برلين في ألمانيا، وتوفيت في 1990.